# Charles McDonald (personnalité politique australienne)
Pour les articles homonymes, voir Charles McDonald et McDonald.
Charles McDonald, né le 25 août 1860 à Melbourne et mort le 13 novembre 1925 dans cette même ville, est un syndicaliste et homme politique australien. Issu de la classe ouvrière, il est le premier travailliste à être élu président de la Chambre des représentants.

## Biographie
Il cesse son éducation secondaire pour devenir apprenti imprimeur, puis devient horloger, s'installant en 1888 à Charters Towers dans le Queensland. Il y devient un meneur syndical parmi les chercheurs d'or et les employés de commerce, les aidant à s'organiser en syndicat. En 1890 il est élu président de la Fédération australienne du travail (Australian Labor Federation), association nationale des syndicats. Surnommé « Charlie le combattant » ("Fighting Charlie") pour avoir organisé le soutien des différents syndicats du Queensland aux tondeurs de moutons en grève en 1891, il est élu député travailliste à l'Assemblée législative du Queensland en 1893, représentant la circonscription de Flinders. L'année précédente il a épousé Mary Ann Tregear, dont il aura une fille. 
S'opposant initialement à l'unification de l'Australie, il démissionne néanmoins du Parlement du Queensland pour participer avec succès aux premières élections fédérales en mars 1901. Député à la Chambre des représentants, il y représentera jusqu'à sa mort la circonscription de Kennedy, circonscription rurale située dans l'outback du Queensland. Il y défend les intérêts de la classe ouvrière sur des sujets tels que les pensions de vieillesse, les impôts ou les grands monopoles commerciaux. 
Il est élu président de la Chambre (Speaker) en juillet 1910, exerçant cette fonction jusqu'en juin 1913 puis à nouveau d'octobre 1914 à juin 1917. Favorable à l'instauration d'une république, il modernise la tenue de fonction du Speaker, abandonnant la perruque et la robe, et faisant retirer de l'enceinte de la Chambre la masse d'armes cérémonielle, symbole du monarque. Celle-ci y sera réintroduite par la suite, de même que la tenue cérémonielle de la présidence,,.
Lorsque le Premier ministre Billy Hughes est exclu du Parti travailliste pour avoir introduit la conscription dans le cadre de la Première Guerre mondiale, et que les Travaillistes se divisent, McDonald, opposé à la conscription, demeure membre du parti. Après avoir quitté la présidence du Parlement en 1917, il siège comme simple député durant les dernières années de sa vie. Atteint de la maladie de Parkinson, il meurt d'un accident vasculaire cérébral le 13 novembre 1925. Il reçoit des funérailles d'État. 